# Obereopsis holorufa
Obereopsis holorufa là một loài bọ cánh cứng trong họ Cerambycidae.